# Josephine Pollard
Pour les articles homonymes, voir Pollard.
Josephine Pollard (17 octobre 1834, New York - 15 août 1892, New York) est une auteure et poète américaine.

## Biographie
Originaire de la ville de New York, Josephine Pollard est l'une des sept enfants de l'architecte Calvin Pollard et de sa femme Electra. Elle intègre l'Institut Springler, une école réservée aux filles. Elle est membre de l'église presbytérienne et fréquente la congrégation du nord sur la neuvième avenue. Elle décède des suites d'une longue maladie, le 15 août 1892 à New York.

## Carrière professionnelle
Au cours de sa carrière, Josephine Pollard compose plus d'une centaine d'hymnes et poèmes,. Sa poésie est publiée dans un certain nombre de magazines dont le Harper's Magazine, le New York Ledger ou Scribner's Magazine. Elle est également l'auteure de nombreux livres populaires pour enfants s'appuyant principalement sur des sujets religieux et historiques. Une partie de ses poèmes dédiés aux enfants est réunie dans l'ouvrage Elfin land, publié en 1882,.
Josephine Pollard travaille un temps comme rédactrice pour le Sunday School Times, puis pour le Methodist Book Concern, où elle édite un magazine destiné à la population afro-américaine,. Elle collabore pour d'autres magazines destinés à un public jeunesse tels que The Little Corporal. 
Josephine Pollard est l'une des membres fondatrices du Sorosis, premier club professionnel exclusivement réservé aux femmes.

## Œuvres (sélection)
De nombreux livres de Josephine Pollard ont été réédités le plus souvent sous forme de fac-similé

### Livres pour la jeunesse
- (en-US) Gipsy's Adventures, Forgotten Books, 1875, rééd. 1 janvier 2019, 174 p. (ISBN 9780656349913, lire en ligne),
- (en-US) co-écrit avec C.W. McVickar (ill. Harry Whitney McVickar), The Boston Tea Party, December 1773, Wentworth Press, 1882, rééd. 10 mars 2019, 57 p. (ISBN 9780526527274, lire en ligne),
- (en-US) The Burden Lifted, Palala Press, 1882, rééd. 14 février 2018, 178 p. (ISBN 9781377372891, lire en ligne),
- (en-US) The History Of The United States: Told In One Syllable Words, Franklin Classics Trade Press, 1884, rééd. 30 octobre 2018, 144 p. (ISBN 9780344526732, lire en ligne),
- (en-US) Christopher Columbus and the Discovery of the New World, Bradford Press, 1885, rééd. 1 octobre 1885, 176 p. (ISBN 9780970561886, lire en ligne),
- (en-US) Our Hero, General U.S. Grant: When, Where, and How He Fought, Forgotten Books, 1885, rééd. 22 avril 2018, 214 p. (ISBN 9781528176705, lire en ligne),
- (en-US) Freaks and frolics of little boys, Applewood Books, 1887, rééd. 31 décembre 2011, 34 p. (ISBN 9781429080910),
- (en-US) Freaks and Frolics of Little Girls, Applewood Books, 1887, rééd. 31 décembre 2011, 26 p. (ISBN 9781429080903),
- (en-US) Young Folks' Bible in Words of Easy Reading The Sweet Stories of God's Word in the Language of Childhood, Forgotten Books, 1889, rééd. 31 juillet 2018, 422 p. (ISBN 9780428878757, lire en ligne),
- (en-US) A Child's History of America: Told in One-Syllable Words, Franklin Classics Trade Press, 1889, rééd. 30 octobre 2018, 144 p. (ISBN 9780344526732),
- (en-US) History of the Battles of America: In Words of One Syllable, Forgotten Books, 1889, rééd. 22 avril 2018, 252 p. (ISBN 9780265590744, lire en ligne),
- (en-US) Two Little Tots on their Way through the Year;, New York, Frederick A. Stokes company, 1890, 58 p. (lire en ligne),
- (en-US) The Life of Washington, Beautiful Feet Books, 1893, rééd. 1 août 2002, 146 p. (ISBN 9781893103061, lire en ligne),
- (en-US) History of Our Naval Heroes Told in One-Syllable Words, Mantle Ministries, 1896, rééd. 1998, 218 p. (ISBN 9781889128450),

### Anthologie

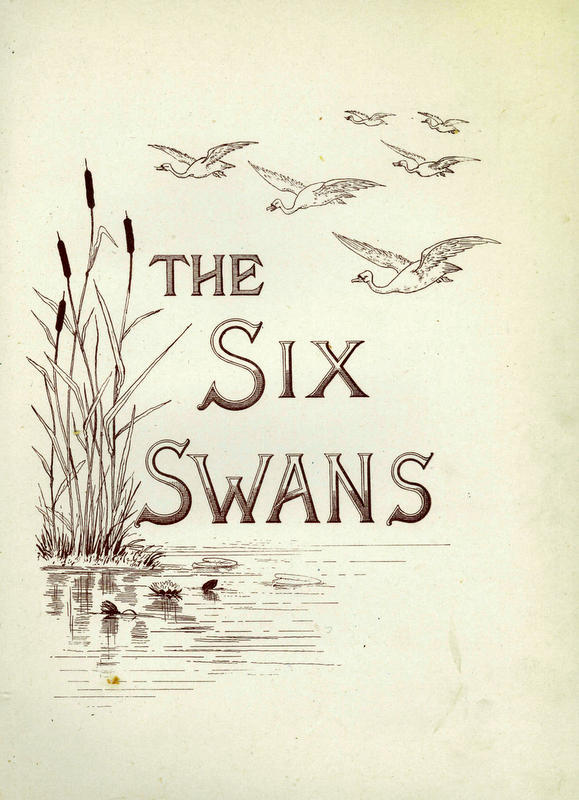
Extrait du livre pour enfants de Josephine Pollard, Hours in Fairy Land : Enchanted Princess, White Rose and Red Rose (1883).

- (en-US) Josephine Pollard (dir.) (ill. Ferdinand Schuyler Mathews), Singing Games, Wentworth Press, 1890, rééd. 29 août 2016, 120 p. (ISBN 9781373916846, lire en ligne),
- (en-US) Josephine Pollard (ill. Ferdinand Schuyler Mathews), Sports of All Sorts, Forgotten Books, 1890, rééd. 24 septembre 2018, 54 p. (ISBN 9781333884215, lire en ligne),

### Hymnes
- Beyond the sunset's radiant glow, There is a brighter world, I know[14]
- I have work enough to do, Ere the sun goes down
- I stood outside the gate
- Joybells ringing, children singing
- There are lights by the shore of that country[15]
- 'Tis the Savior who would claim[16]

### Recueils de poèmes
- (en-US) The decorative sisters, a modern ballad (ill. Walter Satterlee), Forgotten Books, 1881, rééd. 5 novembre 2018, 76 p. (ISBN 9780267541898, lire en ligne),
- (en-US) Elfin land (ill. Walter Satterlee), New York, George W. Harlan & Co., 1882, 52 p. (lire en ligne),
- (en-US) Co Education, Forgotten Books, 1883, rééd. 28 novembre 2018, 66 p. (ISBN 9780267208517, lire en ligne),
- (en-US) Vagrant Verses, Forgotten Books, 1886, rééd. 26 avril 2018, 220 p. (ISBN 9780332170336, lire en ligne),